# Monasterio de Nuestra Señora de Valparaíso
El monasterio de Nuestra Señora de Valparaíso (también conocido como monasterio de Santa María de Bellofonte o monasterio de Peleas) fue un monasterio situado en las inmediaciones de Peleas de Arriba, provincia de Zamora, España. De origen cisterciense, fue fundado en 1137 por orden del rey Alfonso VII de León y se mantuvo en activo durante casi siete siglos, hasta su abandono en 1835 tras la desamortización de Mendizábal.

## Historia
A principios del siglo XII residía en Zamora una familia noble y rica encabezada por Martín Cid, de quien se afirmaba que era descendiente de El Cid. Martín Cid fue ordenado sacerdote por el obispo Bernardo de Perigord y, por hacer vida penitente, se retiró a un lugar agreste y peligroso. Su fama llegó al rey Alfonso VII, que mandó fundar un monasterio cisterciense en el sitio elegido por el eremita. Hizo venir de la abadía de Claraval a cuatro monjes que le acompañaran y otorgó en Zamora la escritura de donación a favor de Martín Cid, primer abad de aquella casa, el 4 de octubre de 1137, dándoles los montes y términos, con las villas de Cubo y Cubeto, que estaban despobladas.
A la vez ordenó la edificación de una alberguería para descanso de los viajeros y asilo de pobres y peregrinos, llamado Bellofonte, que se convirtió en lugar de referencia por las escasas poblaciones que había entre Zamora y Salamanca. De este hospitalario albergue cuidaban los monjes, sin perjuicio de la oración, siguiendo el ejemplo de su abad. El lugar pasaría a ser conocido como monasterio de Bellofonte o de Peleas. 
Murió Martín Cid en 1152 y fue sepultado en la iglesia del monasterio, mientras los escritores cistercienses le apellidaban «honra de España, escudo de Castilla, gloria de Zamora y ornamento de la religión».

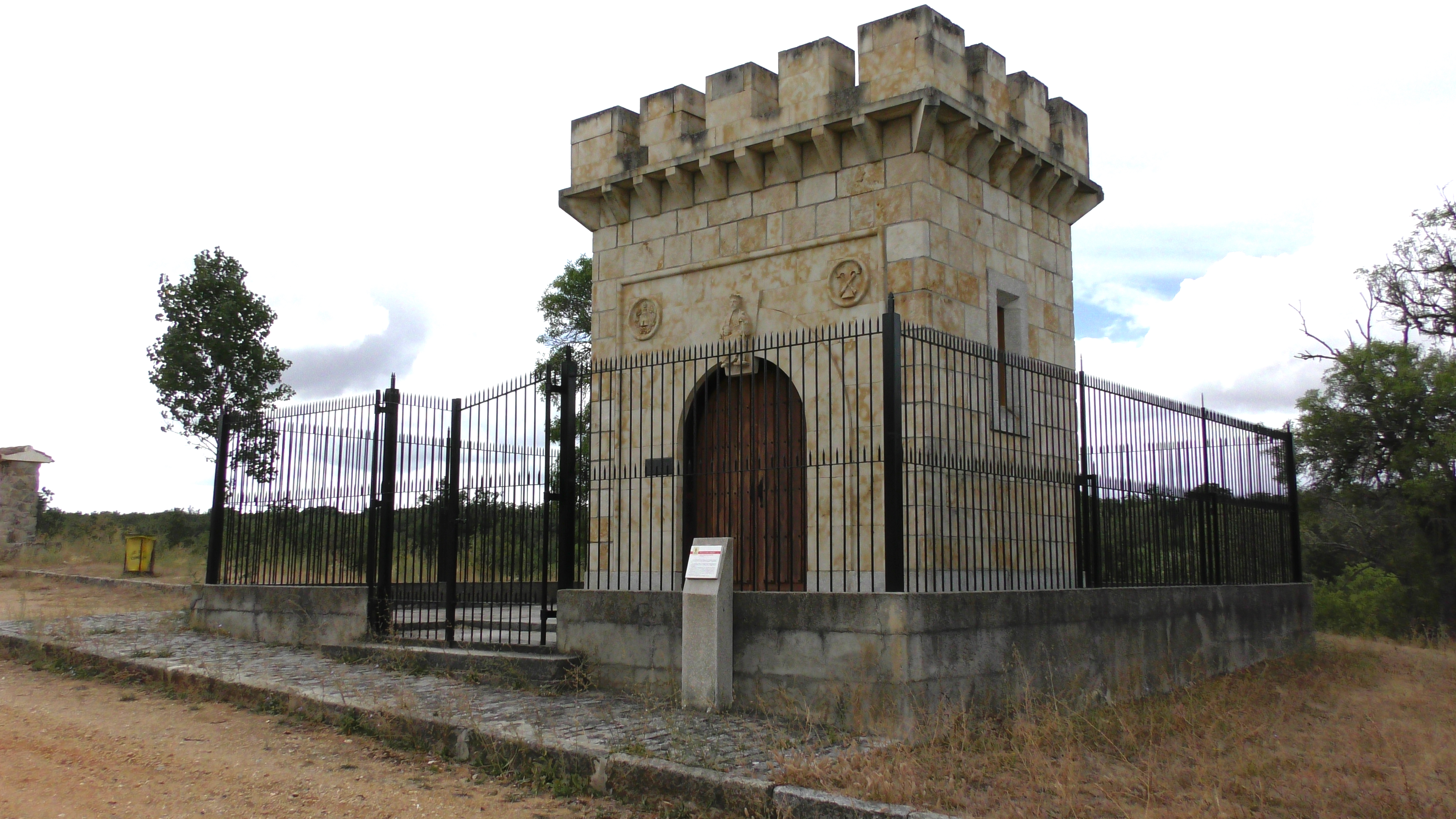
Monumento a Fernando III, en el lugar donde se ubicaba el monasterio

Fernando III el Santo nació en este entorno. En 1222 visitó el monasterio en su emplazamiento original y ordenó su traslado a un paraje conocido como "Valparaíso", renombrándolo como monasterio de Nuestra Señora de Valparaíso. El encargo recayó en el mayordomo de la corte Gonzalo Rodríguez Girón, a quien el rey había indicado que se edificara un nuevo monasterio con iglesia costeado por el erario público, para el que el monarca donó varias joyas personales. Cerca de este complejo se edificó otra iglesia como lugar de sepultura de Martín Cid en el tiempo que durasen las obras del complejo monástico principal. Las obras concluyeron con la consagración del monasterio y el traslado de los restos de Martín Cid el 20 de agosto de 1265.
En 1704 recibió el monasterio una reliquia de Fernando III por orden del cardenal Giovanni Maria Gabrielli, por ser este monasterio su lugar de nacimiento.
Fue abandonado en 1835 tras la desamortización de Mendizábal y su conjunto fue expoliado. Los restos de Martín Cid se trasladaron a la catedral de Zamora y en la actualidad apenas se conservan unos arcos de lo que eran las bodegas y una fuente conocida como Fuente de los Ángeles. Sobre el lugar que ocupaba el conjunto se ha construido una capilla en forma de torre que conmemora el lugar de nacimiento del monarca.